# Rio Jamari
Le rio Jamari est une rivière brésilienne du bassin de l'Amazone, affluent de la rive gauche du rio Madeira.
Le Jamari a une grande importance économique pour l'état de Rondônia car c'est sur lui qu'est installée la première centrale hydroélectrique de cet état : le Barrage de Samuel.